# 安山湖

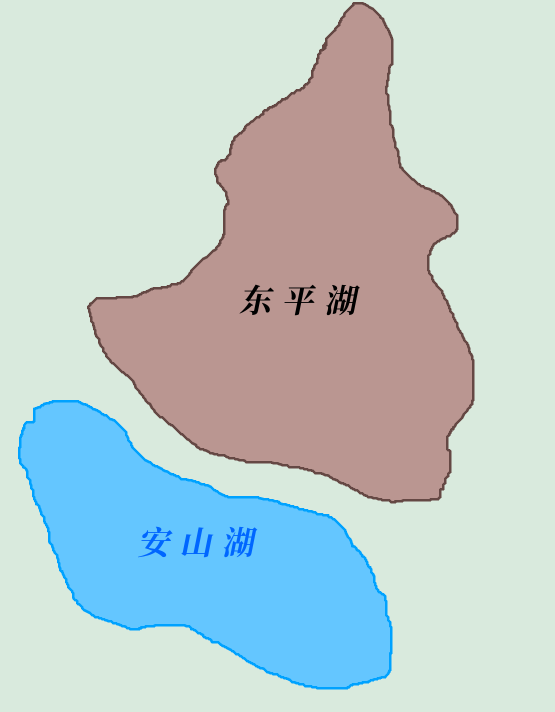
明代安山湖(图中天蓝色)
与现代东平湖(图中棕色)位置对比

安山湖为一个古代湖泊，其水域在今东平县商老庄乡和梁山县小安山镇、大路口乡、小路口镇、寿张集镇一带。被认为是梁山泊遗存水域之一，可能为今东平湖的前身。

## 历史
元至元二十六年（公元1289年），开挖由安山至临清的会通河，使汶水和古济水交汇屯滞于安山，即为安山湖。
明洪武二十四年(公元1391年)黄河决口，河水漫入安山湖，使安山湖逐渐淤塞。
明永乐九年，宋礼重浚会通河，建南旺水利枢纽。为调整运河水量，围绕湖泊修建闸坝，以为“水柜”。在济宁北，有南旺湖、蜀山湖、马踏湖、马场湖为“水柜”。东平湖被辟为第五个“水柜”，与前四湖合称为“北五湖”:59。同时，始创安山湖堤。万历年间，筑安山湖堤。明末清初基本淤废。

## 作用
安山湖为京杭大运河——南旺水利枢纽的“水柜”之一，可以调节大运河河水的时令变化，使之在旱季仍有足够的水以保证运输。

## 名称来源
“安山湖”名称来源于安民山，在今梁山境内。